# 73767 Bibiandersson
73767 Bibiandersson è un asteroide della fascia principale. Scoperto nel 1994, presenta un'orbita caratterizzata da un semiasse maggiore pari a 1,9392728 UA e da un'eccentricità di 0,0673782, inclinata di 24,06583° rispetto all'eclittica.